# Miri Regev
Pour les articles homonymes, voir Regev.
Miri Regev (en hébreu : מרים "מירי" רגב), née Miriam Siboni le 26 mai 1965 à Kiryat Gat, est une femme politique et une ancienne générale israélienne. 
Membre du Likoud, elle est députée à la Knesset depuis 2009 et ministre de la Culture et du Sport du gouvernement israélien de 2015 à 2020 puis ministre des Transports de 2020 à 2021, et depuis 2022.

## Biographie
Ses parents sont d'origine Tochavim du Maroc. En 1983, elle rejoint la préparation militaire israélienne (Gadna). Elle y reste jusqu'en 1986, et elle obtient un master en Business.
Elle est mariée et a trois enfants. 
Elle est nommée porte parole de l'armée israélienne Tsahal en 2005.
En novembre 2008, elle rejoint le parti politique de droite Likoud, disant qu'elle avait été une partisane de la plate-forme du parti depuis de nombreuses années.
Pour les élections de 2009, elle est placée en 27e position sur la liste du parti, juste assez haut pour entrer à la Knesset puisque le Likoud en remporte autant.
En mai 2012, Regev participe à une manifestation anti-immigration et désigne les immigrés soudanais de « cancer dans notre corps ». Plus tard, elle dira que sa citation a été dénaturée, avant de présenter ses excuses,,. La manifestation, dont elle était à l’initiative aux côtés de Danny Danon, a par ailleurs tourné à l’émeute, des Africains ayant été agressés et des magasins pillés.
Elle présente en 2013 un projet de loi interdisant le droit d’association à toute organisation « qui nie le caractère juif de l’État ».
Dans le quatrième gouvernement Netanyahou, elle est nommée ministre de la Culture et du Sport à compter du 14 mai 2015. 
En août 2015, dans l'affaire de la grève de la faim de l'avocat palestinien Mohammed Allan, détenu dans le cadre d'un régime d'emprisonnement extrajudiciaire permettant aux autorités israéliennes de détenir un suspect sans lui notifier d'inculpation pendant six mois renouvelables indéfiniment, et après près de soixante jours de grève de la faim, Miri Regev accuse la Cour suprême de « céder au chantage du terroriste Mohammed Allan » au lieu de le nourrir de force, en invoquant une loi votée en juillet 2015 précisément pour faire face à de telles situations.
Nommée ministre des Transports le 17 mai 2020, elle devait devenir ministre des Affaires étrangères le 17 novembre 2021, lors du remaniement prévu dans l'accord de partage du pouvoir entre Netanyahou et Benny Gantz.
Après la chute de Netanyahou, elle se montre très critique à l'égard du gouvernement de Naftali Bennett, qu'elle qualifie de « premier gouvernement palestinien de l’histoire » en raison de l'accord passé avec le parti arabe israélien Raam.
Elle est de nouveau ministre des Transports dans le gouvernement Netanyahou VI depuis le 29 décembre 2022.